# ニューロテンシン
ニューロテンシン（英: neurotensin）は、13アミノ酸からなる神経ペプチドである。
黄体形成ホルモンやプロラクチンの放出の調節への関与が示唆されており、ドーパミン作動系とも重要な相互作用を行っている。ニューロテンシンはウシの視床下部の抽出物から、麻酔下のラットの露出した皮膚領域での血管拡張作用をもとに初めて単離された。
ニューロテンシンは中枢神経系全体に分布しており、視床下部、扁桃体、側坐核に最も高濃度で存在する。鎮痛効果、体温低下、自発運動の増加など、さまざまな作用を誘導する。末梢では小腸の腸管内分泌細胞に存在し、分泌と平滑筋の収縮を引き起こしている。

## 配列と生合成
ニューロテンシンのC末端の6アミノ酸は、ニューロメジンN（同じ前駆体に由来する）など他のいくつかの神経ペプチドとの高い配列類似性を示す。このC末端領域が生物学的活性を担い、N末端部分は調節の役割を果たす。ニューロテンシン/ニューロメジンNの前駆体は、ニューロテンシンまたはニューロメジンNをC末端に持つ125–138アミノ酸の大きなペプチドへプロセシングされる場合もある。この大きなペプチドは小さなペプチドよりも効力は弱いようであるが、分解感受性も低く、いくつかの病態生理において内因性の持続的な活性化因子として機能している可能性がある。
ウシのニューロテンシンの配列は、pyroGlu-Leu-Tyr-Glu-Asn-Lys-Pro-Arg-Arg-Pro-Tyr-Ile-Leu-OHと決定されている。ニューロテンシンは169もしくは170アミノ酸の前駆体タンパク質の一部として合成され、このタンパク質には関連する神経ペプチドであるニューロメジンNも含まれている。ニューロテンシンやニューロメジンNは前駆体のC末端近傍にタンデムに並んで位置しており、その境界は塩基性アミノ酸ペア（リジン-アルギニン）からなるプロセシング部位によって隔てられている。

## 臨床的意義
ニューロテンシンは、大腸がんにおいて強力な分裂促進因子となる。
ニューロテンシンはドーパミンシグナルの調節への関与が示唆されており、抗精神病薬と類似したさまざまな薬理学的作用を生み出すため、内因性の神経遮断薬である可能性が示唆されている。ニューロテンシン欠損マウスでいくつかの抗精神病薬に対する応答の欠陥がみられることは、少なくとも一部の抗精神病薬の作用においてニューロテンシンシグナルが重要な構成要素となっているという考えを支持している。こうしたマウスでは、抗精神病薬の作用を研究するためのモデルとして広く利用されている、驚愕反応のプレパルスインヒビション（PPI）に軽度の欠陥がみられる。特定の条件下では、抗精神病薬の投与によってPPIは強化される。正常型マウスとニューロテンシン欠損マウスとの比較では、さまざまな抗精神病薬のPPI強化作用に顕著な差異がみられる。非定型抗精神病薬であるクロザピンはニューロテンシン欠損マウスでも正常にPPIを強化するのに対し、定型抗精神病薬であるハロペリドールやより新しい非定型抗精神病薬であるクエチアピンはニューロテンシン欠損マウスでは効果がみられない。これらの薬剤は正常型マウスではPPIを大きく高める。こうした結果は、特定の抗精神病薬の少なくとも一部の作用はニューロテンシンを必要とすることを示唆している。また、ニューロテンシン欠損マウスは野生型マウスと比較して、ハロペリドール投与後の線条体の活性化に欠陥がみられ、クロザピンではみられない。このことは、一部の抗精神病薬に対する完全な神経応答には線条体のニューロテンシンが必要であることを示している。
ニューロテンシンは体温調節に関与する内因性神経ペプチドであり、脳虚血の実験モデルにおいて低体温と神経保護を誘導することができる。

## 遺伝子発現
ニューロテンシン遺伝子の発現は、ヒトSK-N-SH神経芽腫培養細胞とマウスの双方において、エストロゲンによってcAMPシグナルを介して調節されていることが示されている。具体的には、ニューロテンシン遺伝子の転写誘導に先立って、エストロゲンはcAMP活性を高め、CREBのリン酸化を高める。また、プロテインキナーゼAホロ酵素のRIIβサブユニットを欠くノックアウトマウスではニューロテンシン遺伝子の転写は遮断される。これらの知見は、脳内のホルモン活性とホルモン関連遺伝子の発現との間にクロストークシグナルが存在する可能性を示している。性ホルモンと関連したニューロテンシン発現の他の変化としては、視索前野における活性と関係したものが挙げられる。メスのラットでは、内側視索前野（mPOA）におけるニューロテンシンの発現は発情周期の発情前期（proestrus phase）に最大となることが示されている。
ニューロテンシンやニューロテンシン受容体の遺伝子発現の変化は、産後のメスのマウスでも観察される。室傍核（PVN）では、ニューロテンシン受容体NTSR1のmRNAは減少するのに対し、ニューロテンシンのmRNAは増加することが示されている。mPOAでは、ニューロテンシンのmRNAとペプチド自体の発現も高まる。こうした変化は処女対照群では示されず、ニューロテンシン遺伝子発現の変動が母性行動の調節と関係している可能性が示唆されている。
mPOAと関係したニューロテンシン発現に関する他のパターンでは、社会的報酬の調節との関係が示されている。マウスでニューロテンシン遺伝子をラベリングした神経細胞の解析では、mPOAから腹側被蓋野（VTA）へのニューロテンシン発現神経細胞の投射は嗅覚刺激のエンコードや社会的誘引と関係しており、ホルモンシグナルや報酬シグナルの伝達におけるニューロテンシンの役割が示唆されている。
ニューロテンシンは学習過程への関与も示唆されている。メスのキンカチョウにおける歌の発達の研究では、歌の発達のさまざまな段階でニューロテンシンやニューロテンシン受容体遺伝子の発現が変動することが示されている。他の成体の歌を聞くsensory periodから歌に合わせて未熟な発声を行うsensorimotor periodへの移行の初期段階では、ニューロテンシンとニューロテンシン受容体の双方でmRNAの発現の低下がみられ、このことはニューロテンシンが感覚運動学習の開始に役割を果たしている可能性を示唆している。歌の発達に重要な時点において、歌の発達を制御する領域と脳全体とでニューロテンシン遺伝子とニューロテンシン受容体遺伝子の発現は反対で相補的なパターンを示し、このことはニューロテンシンに対する神経応答の変化が歌の発達と関係している可能性を示唆している。
ニューロテンシンは神経系外の末梢組織、主に消化管でも役割を持っており、がんの発生への関与が示唆されている。大腸がん細胞では、ニューロテンシン受容体遺伝子NTSR1、NTSR2のプロモーターのメチル化がこれらの遺伝子発現の主要な調節因子となっていることが示されている。さらに、NTSR1遺伝子のノックダウンやNTSR1アンタゴニストによる処理はがん細胞の増殖や遊走を阻害する。子宮筋腫もニューロテンシンやNTSR1の高発現と関係している。